# Oeneis hilda-pallida
Oeneis hilda-pallida är en fjärilsart som beskrevs av Sheldon 1912. Oeneis hilda-pallida ingår i släktet Oeneis och familjen praktfjärilar. Inga underarter finns listade i Catalogue of Life.